# Yo Majesty
Yo Majesty est un groupe de hip-hop américain, originaire de Tampa, en Floride. Il est produit par le groupe electro britannique HardfeelingsUK. Yo Majesty apparaît dans le classement des « 11 meilleurs groupes de 2008 », et celui des « 25 groupes les plus excitants en Amérique » du magazine NME.

## Biographie
Yo Majesty, formé en 2000, se compose actuellement de Windy Baynham alias Jwl B, Shon Burt alias Shon B, et LaShunda Flowers alias Shunda K. Les membres du groupe sont ouvertement lesbiennes et s'identifient comme chrétiennes. Leur musique est un mélange de crunk, de son club de Baltimore, et d'electro et se rapprochent également du mouvement punk pour leur défiance envers les labels de musique et leurs innovations stylistiques. Selon une partie de la presse spécialisée, le groupe est un pied de nez au cliché du machisme chauviniste dominant dans la scène hip-hop.
Elles participent au SXSW de 2007, et tournent cette même année avec CSS et Gossip. Yo! Majesty tourne également avec Peaches et participent à sa parodie vidéo du titre des The Black Eyed Peas My Humps intitulée My Dumps. Le groupe signe avec Domino Records en 2007 et le label publie leur premier album en 2008, qui inclut un titre produit par Basement Jaxx.

## Discographie
- 2006 : Yo (EP)
- 2008 : Kryptonite Pussy (EP)
- 2008 : Futuristically Speaking... Never Be Afraid
- 2009 : Don't Let Go[16]
- 2020 : FLEX Maxi Single
- 2021 : Return Of The Matriarch (LP)